# Tetrix simulanoides
Tetrix simulanoides är en insektsart som beskrevs av Zheng, Z. och G. Jiang 1996. Tetrix simulanoides ingår i släktet Tetrix och familjen torngräshoppor. Inga underarter finns listade i Catalogue of Life.